# Sea Jack
Sea Jack — морське будівельне судно, яке активно використовувалось на роботах зі спорудження офшорних вітрових електростанцій.

## Характеристики
Судно спорудили у 2003 році на нідерландській корабельні Ravestein Shipyard&Construction (місто Deest, провінція Гелдерланд). Первісно воно використовувалось під назвою Jumping Jack, а з 2007 року після викупу компанією A2SEA було перейменовано на Sea Jack.
За своїм архітектурно-конструктивним типом судно належить до самопідіймальних (jack-up) та має чотири опори довжиною по 50 метрів, які дають змогу працювати в районах із глибинами від 6 до 30 метрів. Sea Jack обладнане краном Manitowoc M1200 Ringer вантажністю 800 тонн. Його робоча палуба площею 2500 м2 витримує навантаження до 20 т/м2 (загальна максимальна вага вантажу — 2500 тонн).
На судні передбачені каюти для розміщення 23 осіб.

## Використання в офшорній вітроенергетиці
Судно взяло активну участь в спорудженні багатьох офшорних вітрових електростанцій, зокрема виконавши такі роботи:
- спорудження 7 фундаментів та монтаж на них вітрових турбін на ірландській ВЕС Арклоу (Ірландське море, 2003);
- встановлення 30 монопаль на ВЕС Скробі-Сандс (Північне море біля узбережжя Норфолку, 2004);
- спорудження 25 фундаментів та монтаж на них вітрових турбін на ВЕС Бурбо-Бенк (Ліверпульська затока Ірландського моря, 2007);
- спорудження 62 фундаментів та монтаж 60 вітрових турбін (останнє завдання разом з Sea Energy) на нідерландській ВЕС Princess Amalia (Північне море, 2007—2008);
- спорудження 92 фундаментів, а також транспортування та встановлення житлової платформи на данській ВЕС Горнс-Ріф 2 (Північне море, 2009);
- встановлення 100 монопаль та 14 перехідних елементів на ВЕС Танет (Північне море біля узбережжя Кенту, 2009—2010);
- монтаж 36 вітрових турбін на ВЕС Greater Gabbard (Північне море біля узбережжя Суффолку, 2010—2011);
- монтаж 30 вітрових турбін на ВЕС Ормонд (Ірландське море біля узбережжя Камбрії, 2011);
- монтаж разом з судном Sea Worker 72 вітрових турбін на ВЕС Лондон-Аррай (Північне море біля узбережжя Кенту, 2011—2012);
- монтаж разом з суднами Sea Power, Sea Worker та Sea Installer трьох трансформаторів на офшорну платформу для данської ВЕС Анхольт (протока Каттегат, 2012);
- встановлення 27 монопаль на ВЕС Тіссайд (Північне море біля узбережжя Йоркширу, 2002);
- монтаж разом з судном GMS Endeavour вітрових турбін на ВЕС Шерингем-Шоал (Північне море біля узбережжя Норфолку, 2012—2013);
- монтаж разом з судном Sea Worker вітрових турбін на ВЕС Гвінт-і-Мор (Ліверпульська затока Ірландського моря, 2013—2014).